# Giuseppe Franco
Giuseppe Franco (* 1981 in Copertino) ist ein katholischer Theologe.

## Leben
Von 2000 bis 2004 studierte er Philosophie und Theologie an der Theologischen Fakultät Apuliens und an der Università del Salento und von 2004 bis 2007 an der Universität Eichstätt-Ingolstadt. Er erwarb die Abschlüsse Februar 2006 Magister der Philosophie an der Universität Salento-Lecce, Februar 2007 Diplom-Theologe an der Katholischen Universität Eichstätt-Ingolstadt, Dezember 2010 Doktor der Philosophie an der Universität Salento-Lecce, Februar 2015 Doktor der Theologie an der Lateranuniversität und im April 2016 die Habilitation durch die Theologische Fakultät der Katholischen Universität Eichstätt-Ingolstadt. Von Oktober 2012 bis November 2016 war er wissenschaftlicher Mitarbeiter am Lehrstuhl für Dogmatik und Dogmengeschichte. Seit Dezember 2013 ist er Akademischer Rat. Im Juni 2016 wurde er zum Privatdozenten ernannt. Von Januar bis Juni 2017 hatte er ein Fellowship for KU Visiting Scholars an der Katholischen Universität Eichstätt-Ingolstadt. Seit August 2017 ist er Feodor-Lynen-Forschungsstipendiat für erfahrene Wissenschaftler bei der Alexander von Humboldt-Stiftung an der Universität Salento-Lecce.

## Werke (Auswahl)
- Conoscenza e interpretazione. L’inaspettata convergenza tra l’epistemologia di Popper e l’ermeneutica di Gadamer (= Università). Rubbettino, Soveria Mannelli 2012, ISBN 978-88-498-3315-7 (zugleich Dissertation, Eichstätt 2010).
- Da Salamanca a Friburgo. Joseph Höffner e l’Economia Sociale di Mercato (= Corona Lateranensis. Band 66). Lateran University Press, Città del Vaticano 2015, ISBN 978-88-465-1025-9 (zugleich Dissertation, Lateranuniversität 2015).
  - Von Salamanca nach Freiburg. Joseph Höffner und die Soziale Marktwirtschaft (= Veröffentlichungen der Joseph-Höffner-Gesellschaft. Band 7). Schöningh, Paderborn 2018, ISBN 978-3-506-78908-2 (zugleich Dissertation, Lateranuniversität 2015).
- Economia senza etica? Il contributo di Wilhelm Röpke all’etica economica e al pensiero sociale cristiano (= Università). Rubbettino, Soveria Mannelli 2016, ISBN 88-498-4902-8 (zugleich Habilitationsschrift, Eichstätt 2016).